# Rebelde (telenovela messicana)
Rebelde è una telenovela messicana prodotta da Televisa ed era stata originariamente trasmessa dal Canal de las Estrellas, dal 4 ottobre 2004, al 2 giugno 2006, si tratta di un adattamento della telenovela argentina Rebelde Way, creata dalla produzione di Cris Morena, adattata da Pedro Damián e con la regia di Pedro Armando Rodríguez e diretta da Juan Carlos Muñoz e Luis Pardo.
Tra i protagonisti adolescenti spiccano: Anahí, Dulce María, Alfonso Herrera, Christopher Uckermann, Maite Perroni e Christian Chávez, mentre i protagonisti adulti, sono stati interpretati da: Juan Ferrara e Ninel Conde, oltre alle partecipazioni antagonistiche di Enrique Rocha, Karla Cossìo, Angelique Boyer, Tony Dalton, Estefanía Villareal, Fuzz e Mike Biaggio.
Dal 15 febbraio 2016 viene trasmessa su La5 la versione brasiliana della serie.
Il 5 gennaio 2022 esce su Netflix la continuazione omonima della serie con una nuova generazione d'alunni, ambientata sempre in Messico nello stesso universo della telenovela, con alcuni personaggi storici e canzoni dei RBD cantate dal nuovo cast.

## Cast
PROTAGONISTI (RBD)
- Anahí... Mia Colucci Cáceres
- Alfonso Herrera... Miguel Arango Cervera
- Dulce María... Roberta Alexandra Maria Pardo Rey
- Christopher Uckermann... Diego Bustamante
- Maite Perroni... Guadalupe "Lupita" Fernandez
- Christian Chávez... Juan "Giovanni" Méndez López

ALTRI
- Juan Ferrara... Franco Colucci
- Ninel Conde... Alma Rey
- Enrique Rocha...León Bustamante
- Zoraida Gómez... Jóse Luján Landeros
- Eddy Vilard... Teodoro "Téo" Ruiz-Palacios
- Angelique Boyer... Victoria "Vico" Paz
- Patricio Borghetti... Enrique Madariaga (2004-2006)
- Lisardo Guarinos... Martin/Octavio Reverte (2005–2006)
- Karla Cossío... Pilar Gandía Rosalez
- Estefania Villarreal... Celina Ferrer Mitre
- Felipe Nájera... Direttore Pascual Gandia
- Leticia Perdigon... Mayra Fernández
- Michel Bernal Meral... Enrique Castellanos
- Juan Pedro... Luis Garcia
- Jack Duarte... Tomás Goycolea
- Ronald Duarte... Jack Lizaldi Heidi
- Lourdes Canale... Hilda Acosta
- María Fernanda García... Alice Salazar
- Rodrigo Nehme... Nicolás Huber (2004–2005)
- Derrick James... Santos Echagüe (2005–2006)
- Maria Fernanda Malo... Sol de la Riva (2005–2006)
- Viviana Ramos... Lola Fernández (2005–2006)
- Cláudia Schmidt...Sabrina Guzman (2005–2006)
- Allisson Lozano... Bianca Delight (2005–2006)
- Tony Dalton... Gastón Diestro (2005–2006)
- Diego González... Rocco Bezauri (2005–2006)
- Grettell Valdéz... Renata Lizaldi (2004)
- Julio Camejo... Mauro (2004)
- Eleazar Gómez... Leonardo (2005)
- Nailea Norvind... Marina Cáceres (2006)
- Eugenio Siller

Guest Star
- Tiziano Ferro
- Hilary Duff
- Lenny Kravitz
- Gorillaz
- Kumbia Kings
- Luny Tunes
- Adal Ramones
- JD Natasha
- Lu
- Ricardo Montaner
- Anasol

Anahí, Dulce María, Alfonso Herrera, e Christian Chávez prima di entrare nel cast di Rebelde e nella band RBD, recitavano in Clase 406. Felipe Colombo, protagonista della versione originale, Rebelde Way, ha lavorato con Anahí nella telenovela messicana Ángeles sin paraíso.

## Trama
Sei adolescenti con vite e personalità diverse frequentano un'importante scuola privata con una sola cosa in comune: la loro vocazione e passione per la musica.

## Personaggi

### Ragazze

#### Mia Colucci
- interpretata da: Anahí

Mía Colucci Caceres è la ragazza più popolare dell'Elite Way School, proviene da una famiglia ricca e privilegiata e vive a Cittá del Messico. È viziata e dispettosa e a volte si crede superiore agli altri, ma poi cresce e cambia atteggiamento. È uno dei membri degli RBD insieme agli amici Lupita, Roberta, Diego, Giovanni e al fidanzato Miguel, dove scrive le canzoni per la band. È appassionata alla moda e allo stile, ama dare consigli di look alle amiche. Mia, anche se è un po' egocentrica, è una buona amica e c'è sempre quando i suoi amici hanno bisogno d'aiuto. Le sue due migliori amiche sono Victoria (Vico) e Celina.
Mia si è innamorata di Miguel appena l'ha visto, ma non ha detto niente perché piace anche a Celina. Mia non sá che in realtà Miguel si è iscritto all'Elite Way School per vendicarsi di suo padre, Franco Colucci, che Miguel crede responsabile della morte del padre. Nella prima stagione, Mia e Miguel litigano costantemente, anche se lei prova un forte sentimento d'amore per lui. Mia ha una lunga relazione con Gastón, che lavora nella scuola. Gaston sá che Mia ama Miguel e fa di tutto per mettergli l'una contro l'altro. Alla fine Mia scopre il piano di Miguel per vendicarsi e le si spezza il cuore. E poi si scopre che la morte del padre di Miguel è stata causata dallo zio di Mia, Carlo. Miguel si scusa con Mia e suo padre e lascia il passato alle spalle. Alla fine della stagione tutto si risolve e Mia e Miguel partono insieme a Monterrey per le vacanze.
Nella seconda stagione la loro relazione è più compatta che mai, con poche difficoltà da affrontare. La coppia fa un viaggio romantico a Cancun e restano bloccati su un'isola. Nella terza stagione Sabrina, la figlia del nuovo produttore della band, corteggia Miguel, e Mia ne é gelosa. Miguel e Mia rompono perché Sabrina ha detto a tutti che ha dormito con Miguel, anche se non è vero. Miguel era ubriaco e si addormentó, ma Sabrina gli ha fatto credere che hanno dormito insieme. Mia dopo questa notizia cade in depressione. Mentre ciò accade lei e Roberta diventano amiche perché anche Roberta è in una brutta situazione.
Durante la sua rottura con Miguel, Mia scopre una verità che le era stata nascosta da troppi anni: sua madre, Marina, non è morta in un incidente d'auto, ma l'aveva abbandonata a Franco perché era tossicodipendente. Insieme a questo si scopre che Marina ai suoi tempi era una cantante e che Mia ha ereditato il suo talento e l'amore per il palcoscenico, come Roberta con Alma. In un primo momento Mia é arrabbiata con il padre per non averle detto la verità, ma arriva ad accettare che lo ha fatto per proteggerla. Mia poi incontra la madre biologica e si identifica con lei in molti modi, si crea un legame speciale tra le due.
Quando Mia scopre la verità su Miguel e Sabrina, Miguel è in coma. Per un po' si odia per essere stata così dura con lui. Lo va a visitare ogni giorno in ospedale. Un giorno, quando Mia è in ospedale da Miguel, finalmente lui si sveglia, anche se non si ricorda di lei. Le dice che pensa sia la sua ragazza, ma la chiama Sabrina per errore. Mia cade di nuovo in depressione. Durante un concerto a Chicago Miguel riacquista la memoria e ricorda tutti i momenti che ha condiviso con Mia, mentre lei canta "Sálvame". Alla fine della terza stagione Miguel dà a Mia un anello e le promette di amarla per tutta la vita.

#### Roberta Alejandra María Pardo Rey
- interpretata da: Dulce María

È l'allieva più ribelle dell'Elite Way School, Roberta è la figlia di una famosa cantante, di nome Alma Rey, (Ninel Conde). Ha un atteggiamento forte, e un cuore molto grande. Roberta trova sempre un modo per causare problemi, non solo a sé, ma anche a gli altri. Le sue migliori amiche sono le sue compagne di stanza Lupita e José Luján.
Nella serie, l'amore della sua vita è il suo bel compagno di classe, Diego Bustamante. Hanno un rapporto on-off e con la tendenza a odiarsi un giorno ed essere innamorati l'altro. Nel corso della serie, Diego e Roberta si avvicinano, si allontanano, diventano nemici e poi migliori amici più e più volte.
Nella prima stagione, lei e Diego fanno finta di essere una coppia in modo che il padre di Diego non scopra che il figlio è in un gruppo e in modo che la madre di Roberta la lasci sola. Ma contro le loro volontà cadono nella passione.
Roberta è poi costretta a trascorrere un mese in Spagna, contro la sua volontà, per l'uomo che pensa sia suo padre (Roberta scopre nella terza stagione che il suo insegnante d'arte Martin Reverte è in realtà suo padre). Passa un sacco di tempo da sola a pensare a Diego . Quando arriva di nuovo in Messico, Diego ha una nuova fidanzata, Paula (una prostituta assunta dal padre di Diego). Verso la fine della stagione, Roberta e Diego si fidanzano di nuovo, ma quando Tomas le dice che ha fatto una scommessa con Diego sulla loro relazione, Roberta conclude il rapporto. Per togliersi Diego dalla sua testa, lei esce con molti altri ragazzi in tutta la serie: Teo, Simon, Roger, Iñaki, e il rivale di Diego, nonché il figlio della fidanzata di suo padre, Javier. Tuttavia, aiuta Diego a risolvere i suoi problemi e le sue questioni personali in tutta la serie, dimostrando che è molto importante per lei, anche se non vuole ammetterlo .
Alla fine Roberta aiuta Diego ad allontanarsi dal padre corrotto e manipolatore e a riconciliarsi con la madre (che è stata costretta ad abbandonare Diego dal padre del ragazzo). Diego impegna a Roberta il suo cuore per sempre, e tornano insieme.
Alla fine della serie Roberta si avvicina a Mia Colucci e diventano persino sorellastre, dal momento che Franco (il padre di Mia) si è sposato con Alma, inoltre, la sua migliore amica Lujan, diventa sua sorella, dato che la ragazza verrà adottata da Alma e Franco.

#### Lupita Fernandez
- interpretata da: Maite Perroni

Lupita è la brava ragazza della serie. É gentile e carina. É sempre generosa e buona con tutti. Non proviene da una famiglia ricca e frequenta la scuola grazie ad una borsa di studio.
Anche se è una ragazza tranquilla a volte esplode quando sente la pressione addosso. Cerca sempre di aiutare tutti quelli che può. Ha molti interessi amorosi durante la serie. Il primo é Nico che occupa quasi tutta la prima stagione, anche se ai genitori di Nico non piace Lupita perché non é ebrea. Verso la fine della stagione, Lupita e Nico si sposano. La famiglia di Nico poi lo costringe a studiare in Israele, e lui lascia Lupita. La madre di Nico non dà a Lupita le lettere che Nico le scrive, in modo che Lupita pensi che Nico si sia dimenticato di lei. Comincia a sviluppare sentimenti per Santos.
Alla fine si rende conto di essere innamorata di Santos e che Nico è solo un amico.
Ha due sorelle minori, Lola e Dulce, una bambina con handicap. Le ama entrambe moltissimo, anche se Lola è costantemente scontrosa con lei. Le sue migliori amiche sono Roberta, Jose Lujan e Mia.
Fa parte dei RBD, ed è lei ad aver dato il nome alla band.

#### Jóse Luján Landeros
- interpretata da: Zoraida Gómez

L'atleta di sesso femminile per eccellenza, cresciuta in affidamento perché sua madre non la voleva, anche se aveva i soldi per sostenerla. Il suo insegnamento è pagato da un anonimo benefattore .
Non gli interessano molto i ragazzi, nel corso della serie ha solo una breve storia con Teo. Le sue migliori amiche sono Lupita e Roberta. Con Roberta condivide l'atteggiamento esplosivo e la maleducazione generale. Viene perseguitata da Gaston, il prefetto della scuola, così decide di indagare su di lui. Jose Lujan scopre non solo che Gaston è il suo co- benefattore, ma anche il suo tutore personale da quando era solo una bambina. Arriva ad apprezzare gli sforzi di Gaston, e lo giustifica anche di metodi duri e continui abusi. Tuttavia il loro tempo insieme è tagliato corto quando Gaston muore dopo aver subito un incidente stradale grave. Comincia a diventare ostile verso Roberta per gelosia che lei ha entrambi i genitori (Alma e Martin) nella sua vita, mentre Jose Luján non ha una sola figura genitoriale. Ma alla fine della serie viene adottata da Franco e Alma e torna insieme a Teo.

#### Victoria "Vico" Paz
- interpretata da: Angelique Boyer

Victoria è la migliore amica di Mia e Celina. Ha la reputazione di essere "facile". All'inizio della serie sta con Diego Bustamante. Le piace prendere in giro i ragazzi e giocare con le loro emozioni. Fino a quando si scopre innamorata di Giovanni e si fidanza con lui, anche se alla fine rompono.
Vico proviene da una famiglia con uno sfondo contorto: la madre e il padre l'hanno avuta in giovane età, che ha innescato in suo padre l'alcolismo. La madre non la vede mai e per colpa del padre che la sottopone ad abusi psicologici, Vico si sente impotente e non amata. Ad un certo punto ha preso delle pillole per rendere la sua mente più sovrappensiero. Mia, la sua migliore amica, l'ha aiutata a liberarsi dal passato. E grazie a Rocco e al professore Martin Reverte riescono a mettere il padre di Vico in riabilitazione, cosa che mette Rocco sotto una nuova luce negli occhi di Vico e, infine, iniziano una relazione. Rocco trova la madre di Vico e le fa riunire.

#### Celina Ferrer
- interpretata da: Estefania Villarreal

Celina è una ragazza in sovrappeso che spesso sguazza nella autocommiserazione perché non ha mai avuto un fidanzato. È spesso insicura, ma anche nobile di cuore. Lei è la migliore amica di Vico e Mia, anche se nella seconda stagione diventata amica anche di Sol de la Riva, nonostante il suo essere rivale giurata di Mia. Sol cerca poi di allontanare via il ragazzo che piace a Celina, Max, e porre fine alla sua amicizia con Mia.
Tutte le donne della sua famiglia sono magre, e fanno stare male Celina per essere in sovrappeso. Sua madre si vergogna di lei per il suo peso, perché Celina non smette mai di mangiare. Sostiene che la madre vorrebbe che non fosse mai nata. Celina inizia a vomitare il cibo al fine di perdere peso, anche se poi finisce in ospedale e si ferma.
Nella terza stagione Celina resta incinta di Max. Max le giura di amarla e di prendersi cura del bambino. Solo il padre di Celina accetta la sua gravidanza con Max, mentre la madre la rinnega.

#### Pilar Gandía
- interpretata da: Karla Cossío

Lei è l'antipatica figlia del preside della scuola, la maggior parte degli studenti la teme per questo motivo e anche perché è ficcanaso e le piace spettegolare. Ha l'abitudine di ottenere informazioni anche in modo drastico, soprattutto su chi la disprezza. Parla spesso in inglese.
All'inizio della serie scrive un giornale anonimo pieno di pettegolezzi chiamato Anónimos ("anonimi") circa i suoi coetanei. In un primo momento lei è fredda e spietata (soprattutto verso Mia e i suoi amici). Si scopre poi che Pilar è l'unico membro femminile di "La Logia" un gruppo criminale segreto dell'Elite Way contro i borsisti. Pilar è anche legata sentimentalmente a Joaquín, fino alla sua partenza, dopo aver fatto sesso con lei nell'ufficio del padre.
Nella seconda stagione, si unisce all'altrettanto dannosa Sol de la Riva, insieme a Raquel e Michelle, in un gruppo chiamato "Top Girls". Tuttavia nella terza stagione, grazie al divorzio dei suoi genitori e al suo rapporto con Tomas, lei cambia e decide di socializzare un po' di più, fino ad avvicinarsi ai suoi compagni di classe.

#### Sol de la Riva
- interpretata da: María Fernanda Malo "Fuzz"

Arriva nella seconda stagione. Bella e sexy, ottiene un sacco di attenzione da parte degli studenti dell'Elite Way School e fa una bella prima impressione, è una minaccia per la popolarità di Mia, ma la sua personalità cinica e ingannevole porta rapidamente le persone ad odiarla. Sol vuole avere successo, non le importa in che modo e potrebbe essere considerata l'unica studente dell'Elite Way le cui intenzioni non sono nobili. È disposta a rovinare la vita delle persone senza tenere conto dei loro sentimenti personali e lo fa attraverso una moltitudine di bugie convincenti (anche se la maggior parte delle volte i suoi piani tendono a fallire).
Odia Mia e vuole farla sentire inferiore a tutti i costi. Ha brevemente una storia con Diego per guadagnare popolarità nella sua campagna per diventare presidente di classe. Ha anche cercato di farsi Miguel (il fidanzato di Mia), ma non c'è riuscita.
È una fan dei HIM, una rock band finlandese. Lei pensa di essere meglio di ogni ragazza della scuola. Lei è spesso chiamata Polly Pocket a causa della sua altezza.
Il suo sogno è quello di diventare una top model, ma suo padre non glielo permette. Anche se è bella ed ha un bel corpo, lei è troppo bassa e non abbastanza magra per gli standard da modella, ma lei pensa di essere perfetta, non si rende conto che le agenzie di modelle non la considerano. É gelosa di Mia, perché tutte le agenzie di modelle la vogliono.
Alla fine della terza stagione appare su una rivista e suo padre furioso la manda in una scuola pubblica.

#### Raquel Byron-Sender
- Interpretata da: Fernanda Polin

Personaggio nella prima stagione, ma diventa principale nella seconda stagione.
Raquel è la nuova compagna di stanza di Roberta, Lupita e Jose Lujan. É orgogliosa delle sue origini inglesi. Le ragazze la prendono in giro lei perché estende notevolmente i suoi legami con la monarchia inglese e crede di essere superiore a tutti.
Segue molto la moda. É lei far litigare Teo e Jose Lujan. Lei inizialmente fa amicizia co Sol de la Riva e Pilar, ma più tardi lei si stanca di farsi manipolare da Sol e finisce la sua amicizia con lei. Ironia della sorte: viene scelta per una campagna pubblicitaria come modella (il sogno di Sol) alla fine della serie.

#### Michelle Pineda
- Interpretata da: Michelle Renaud

Michelle è la migliore amica di Raquel. Le due si uniscono a Sol e Pilar in un gruppo denominato "Top Girls", anche se dopo Michelle, Raquel e Pilar si stancano degli atteggiamenti di Sol. Anche se in origine se ne frega dei suoi compagni, Michelle si sviluppa e diventa da supporto per gli altri.

#### Lola Fernández
- Interpretata da: Viviana Ramos

I genitori di Lola le fanno pressioni per essere come la sua sorella Lupita, per questo lei non sopporta Lupita. Lola non perde l'occasione per insultare e disprezzare Lupita e la incolpa per la maggior parte dei suoi problemi. Lei usa spesso la sua amica, Bianca, per fare il suo lavoro sporco.
Ha una breve relazione con Diego e Leonardo, che si è conclusa rapidamente a causa della sua immaturità. Lola si considera sola in questo mondo e pensa che nessuno avrebbe mai potuto amarla. Poi si scopre che Lola è stata adottata e quindi non biologicamente legata a Lupita e ai suoi genitori. Dopo aver avuto un colloquio lungo con Roberta, Lola ha un nuovo punto di vista sulla sua vita, e un nuovo rapporto con la sorella.

#### Bianca Delight
- Interpretata da: Allisson Lozano

Migliore amica timida di Lola che fa qualunque cosa le dica. Lei alla fine si stanca di farsi maltrattare da Lola e diventa più indipendente. Ha avuto anche una cotta per Rocco.

#### Augustina
- Interpretata da: Georgina Salgado

Anche se non sappiamo molto di lei, sappiamo che lei è ossessionata da Giovanni e lo compra con regali costosi per convincerlo a stare con lei (si sono anche frequentati per qualche tempo). È una buona amica di Lola e Bianca, e come Bianca, lascia a Lola prendere tutte le decisioni. Suo padre le fece fermare datazione Giovanni. È stata ingenua e presto impara a conoscere Giovanni quando lo vede flirtare con altre ragazze, così lei inizia a flirtare con Iñaki, con grande costernazione di Giovanni. Poi si comporta come se fossero amici, fino al gran finale la quando lei si bacia con Iñaki proprio davanti a Giovanni e Lola.

#### Sabrina Guzman
- Interpretata da: Claudia Schimdt

Figlia del produttore dei RBD, Johnny Guzman. Ha un'enorme ossessione per Miguel (fidanzato con Mia) e cerca di rendere Miguel pazzo per lei. Sabrina fa di tutto per dividere Mia e Miguel, anche mentire.
Una sera Miguel si ubriaca e lei gli fa credere che hanno fatto sesso. Lei poi gli dice che sta portando in grembo il suo bambino. Racconta a Sol quello che è successo e Sol diffonde la notizia attraverso le voci della scuola. Mia si arrabbia furiosamente con Miguel e lo lascia. Miguel scopre più tardi che lui non ha dormito con lei e la affronta dicendole di non amarla e che non ha possibilità perché lui ama solo Mia.
Alla fine, suo padre scopre le menzogne e la manipolazione e la manda a Boston.

### Ragazzi

#### Miguel Arango
- Interpretato da: Alfonso Herrera

Miguel Arango è nobile, con i piedi per terra e con un senso dell'orgoglio. La madre e la sorella minore vivono a Monterrey, Nuevo León (Messico), le quali non potrà mai permettersi di andare a visitare perché è all'Elite Way grazie ad una borsa di studio (il che significa che la sua famiglia non è molto ricca). Lui è molto bello. Per avere una borsa di studio è stato molestato da una società segreta di studenti conosciuta come "La Logia", una sorta di banda organizzata per eliminare i "becados" (studenti con borse di studio). Egli è all'Elite Way School per vendicarsi della famiglia Colucci, ma s'innamora della figlia dell'uomo che odia (Mia Colucci). Pensava che il padre di Mia (Franco) aveva ucciso suo padre, ma in realtà era il fratello di Franco, Carlos, che lavorava con lui ad avergli fatto perdere tutti i soldi, e così il padre di Miguel si é suicidato. Quando Miguel lo scopre si sente orribile (perché ha cominciato ad uscire con Mia), e dimentica i suoi piani di vendetta. Miguel ha una costante relazione on-off con Mia, anche se i due si sono innamorati l'uno dell'altra dalla prima volta che si sono visti, ma fingevano di odiarsi. Miguel è molto amico di Roberta e l'ha sempre aiutata con qualsiasi cosa lei aveva bisogno. Si trova in enorme difficoltà con Mia dopo averla presumibilmente tradita con Sabrina Guzman (figlia del produttore dei RBD) che ha un'ossessione estrema per lui e che vuole portarlo via a Mia. Lei finge di essere sua amica e, dopo una bevuta pesante lei gli fa credere che dormivano insieme e che lei è rimasta incinta (anche se questo non è mai successo). Miguel poi scopre attraverso video di telecamere di sicurezza che non ha mai dormito con lei. Così cerca disperatamente di tornare con Mia. Ma cade in coma dopo un incidente con Gaston (il prefetto della scuola). Miguel si sveglia dal coma e ricorda nessuno, tranne Diego. Pochi giorni dopo ricorda suo padre grazie a Roberta. E s'innamora di nuovo di Mia, anche se non si ricorda di lei. Ma erroneamente la chiama Sabrina. Più tardi Miguel scopre attraverso Diego e Roberta che l'amore della sua vita è Mia. E durante un concerto dei RBD a Chicago, Miguel ricorda tutto proprio quando Mia canta Salvame (la loro canzone d'amore) e la bacia sul palco davanti a tutti. Nell'episodio finale ha dato a Mia un anello di fidanzamento, promettendole di amarla per tutta la vita.

#### Diego Bustamante
- Interpretato da: Christopher Uckermann

Diego è un ragazzo molto bello e di talento, è il figlio del corrotto leader politico Leon Bustamante. All'inizio della serie sta con Vico, ma poi la scarica perché lei lo ha tradito con Tomas per vendicarsi del fatto che il ragazzo non l'ha invitata alla sua festa. Finge anche di stare con Roberta per poter stare nei RBD, ma poi inizia a provare davvero qualcosa per lei. Dopo Roberta parte per la Spagna, perché suo padre la sta costringendo ad andare, e s'innamora di Paula; ragazza pagata dal padre per fare sesso con lui, visto che ancora vergine. S'innamorano e decidono di scappare insieme ma Leon riesce a trovare il figlio e gli dice la verità su Paula. Diego scopre poi che Paula non è andata a letto solo con lui, ma anche con il padre, così la lascia. Durante un viaggio in Canada fa finta di uscire con Mia per far ingelosire Roberta. Il piano funziona poiché Diego e Roberta terminano il viaggio con un bacio appassionato. Diego quando ha dei problemi tende a bere molto, quasi mettendo a rischio la propria vita. Mostra anche di essere fortemente influenzato dai problemi che circondano il matrimonio dei suoi genitori. Verso la fine della prima stagione Diego cade, battendo la testa, e fa finta di non ricordare Roberta in modo da uscire con lei e vincere la scommessa che ha fatto con Tomas. Comincia a innamorarsi di lei, ma quando Roberta scopre tutto lo lascia. Lui le chiede perdono e cerca di tornare con lei, senza riuscirci. Nella seconda stagione vince le elezioni studentesche grazie a dei trucchi, ma poi condivide la presidenza con Roberta. Lui cerca di farla ingelosire in numerose occasioni e con numerose ragazze, tra cui Sol e Lola, anche se poi nessuna sua relazione dura a lungo. Nella terza stagione i RBD avviano la registrazione del loro album e vanno in tour. E sulla via del ritorno Diego confessa il suo amore a Roberta, perché pensa che l'aereo stia per schiantarsi e che stiano per morire, anche la ragazza fa lo stesso. Quando l'aereo atterra e scendono, lui le dice che stava solo scherzando per paura dei suoi sentimenti. Tuttavia, più tardi si rende conto di essere davvero innamorato e le chiede di diventare la sua ragazza, ma lei dice di no. Ma dopo aver fatto cose dolci come cantarle una serenata, finalmente lei decide di correre il rischio e di tornare con lui. Rompono più tardi, perché Roberta pensa che lui sia tornato alle sue vecchie abitudini. Si scopre che era solo un malinteso e cerca di tornare con lui, ma lui si rifiuta, dicendo che si è stanco del loro rapporto on-off. Roberta va poi a trovare la madre di Diego e la riporta dal figlio, e Diego e Roberta finalmente ritornano insieme per sempre.

### Giovanni Méndez López
- Interpretato da: Christian Chávez

Giovanni Méndez (originariamente chiamato Juan) è un ragazzo bello, sociale ed egoista, ma molto divertente. È il personaggio che dà vita alle situazioni più comiche. Lui sa come fare amicizia, ma si fa trascinare dagli altri e non sa prendere decisioni proprie. Può anche essere molto duro a volte. I suoi migliori amici (e compagni di stanza) sono Diego e Tomas.

## Il gruppo musicale RBD
Uno dei motivi che ha reso Rebelde una serie di successo fu la formazione della band: RBD; La produzione della serie ha avuto l'idea di creare il gruppo tanto per pubblicizzare i personaggi come la telenovela stessa. Il progetto rapidamente ottenne così tanto successo da continuare anche dopo la fine della serie. La band ha fatto tour sia nazionali che internazionali separatamente dalla telenovela. E ha fatto la sua incursione anche nel mercato di lingua inglese. La telenovela fu di grande aiuto alla band, dato che è nata proprio nella prima stagione della serie e che è stata trasmessa in 65 nazioni, avendo un gran successo in America Latina, USA ed Europa dell'Est.

## Edizioni in DVD
| Informazioni DVD |
| --- |
| Rebelde: Primera Temporada (First Season in USA) Date - Agosto 2005 (Messico) - Dicembre 2005 (Brasile) - 21 novembre 2006 (USA) |
| Rebelde: Segunda Temporada (Second Season in USA) Date - 29 ottobre 2006 (Messico) - 10 aprile 2007 (USA)                        |
| Rebelde: Tercera Temporada (Third Season in USA) Date - 30 giugno 2007 (Messico) - 10 luglio 2008 (USA)                          |
| Rebelde: La Serie Completa Date - 13 novembre 2007 (Messico)                                                                     |

## Sigle
Tutte le sigle utilizzate per aprire le puntate della serie:
- Rebelde
- Nuestro amor
- Sálvame
- Solo quédate en silencio
- Mexico, Mexico
- Aun hay algo
- Este corazón
- Tras de mi
- No pares
- Plástico interpretata da JD Natasha
- Malas intenciones interpretata da Erick Rubín

## RBD: La Familia
Nel mese di marzo del 2007 uscì una nuova serie, chiamata RBD la familia. La serie presenta personaggi e argomenti in un formato più vicino a quello della serie TV che della telenovela e con una trama totalmente separata da quella della telenovela Rebelde.

## Altre versioni
- Argentina 2002/2003: Rebelde Way (Versione originale)
- India 2004/2006: Remix
- Grecia 2008/2009: Γ4
- Portogallo 2008/2009: Rebelde Way
- Cile 2009: S.O.S. Corazón Rebelde
- Brasile 2011/2012: Rebelde
- Venezuela 2011: La Banda

## Distribuzioni internazionali
| Paese                | Canale di emissione                                             |
| -------------------- | --------------------------------------------------------------- |
| Argentina            | Boomerang Latinoamerica/Canal 9                                 |
| Brasile              | SBT/Boomerang Latinoamerica/Antena 3/TLN Network                |
| Venezuela            | Boomerang Latinoamerica/Venevisión                              |
| Colombia             | Boomerang Latinoamerica/RCN                                     |
| Messico              | Canal de las Estrellas/Boomerang Latinoamericano/Tiin/TLNovelas |
| Perù                 | América TV/Boomerang Latinoamerica/Acasa TV                     |
| Cile                 | Boomerang Latinoamerica/Mega TV                                 |
| Panama               | Boomerang Latinoamerica/Tele 7                                  |
| Costa Rica           | Boomerang Latinoamerica                                         |
| Bolivia              | Boomerang Latinoamerica                                         |
| Ecuador              | Ecuavisa/Gama TV/Boomerang Latinoamerica                        |
| Uruguay              | Boomerang Latinoamerica                                         |
| Rep. Dominicana      | Boomerang Latinoamerica                                         |
| Nicaragua            | Boomerang Latinoamerica                                         |
| Paraguay             | Boomerang Latinoamerica                                         |
| Guatemala            | Boomerang Latinoamerica                                         |
| El Salvador          | Boomerang Latinoamerica                                         |
| Honduras             | Boomerang Latinoamerica                                         |
| Spagna               | LaSiete/Antena 3/Neox/Nova/Net TV/Punto TV/Sexta/Hogar 10       |
| Romania              | Acasa TV                                                        |
| Stati Uniti          | Univision/UniMás                                                |
| Croazia              | Nova TV                                                         |
| Serbia               | Acasa TV/Happy TV/Pink TV                                       |
| Slovenia             | TV Doma/Kanal A                                                 |
| Bulgaria             | TV Doma                                                         |
| Bosnia ed Erzegovina |                                                                 |
| Israele              | Viva TV                                                         |
| Polonia              | TV4                                                             |
| Slovacchia           | TV Doma                                                         |